# Дощовий ліс

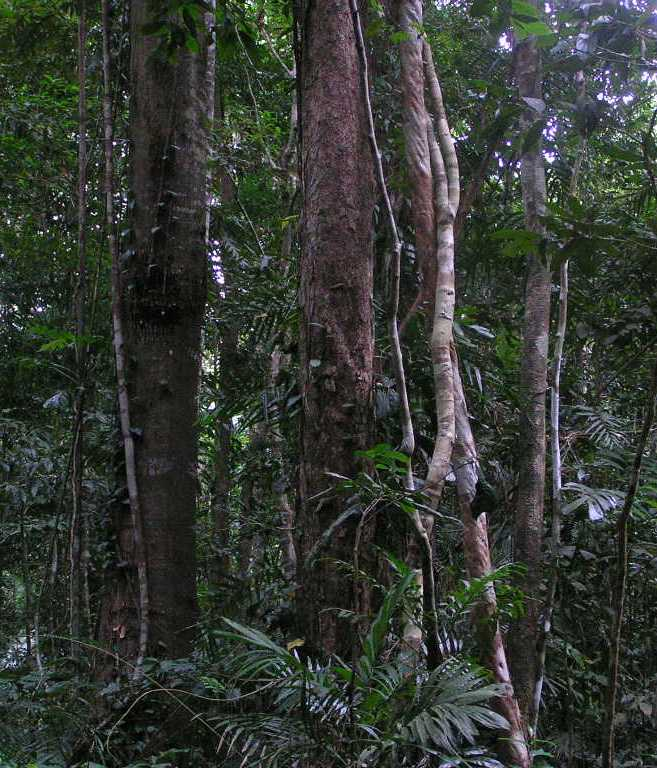
Тропічний дощовий ліс на сході провінції Квінсленд в Австралії

Дощовий ліс — збірна назва для кількох різних лісових біомів, що розташовані на ділянках Землі з мінімальною річною нормою опадів від 1 750—2 000 мм. Розповсюджені на узбережжях вздовж теплих океанічних течій та у зонах мусонних вітрів. До них належать:
- тропічні дощові ліси
- тропічні гірські дощові ліси
- тропічне високогірне криволісся
- мангрові ліси
- дощові ліси помірної зони
- субтропічні дощові ліси

## Розповсюдження
Тропічні дощові ліси поширені в екваторіальному поясі, а також на північ аж до 25° пн.ш. і на південь до 30° пд.ш. Найбільші тропічні дощові ліси розповсюджені в басейні річки Амазонки (тропічний ліс Амазонії або сельва), у Центральній Америці від Колумбії до півдня півострову Юкатан, на островах Вест-Індії та деяких ділянках на території США, в екваторіальній Африці від Камеруну до Демократичної Республіки Конго, в багатьох районах Південно-Східної Азії від М'янми до Індонезії і Папуа Нової Гвінеї, на сході провінції Квінсленд в Австралії.
За межами тропіків, дощові ліси помірної зони зустрічаються в Британській Колумбії, південно-східній Алясці, західних частинах штатів Орегон і Вашингтон, Чилі, Шотландії і Норвегії, західному Кавказі (Аджарія — регіон Грузії), частині західних Балкан, у Новій Зеландії, Тасманії і в частині східної Австралії (ліси із нотофагусу).

## Біотичне різноманіття
Дощові ліси є домом для близько від 40 % до 75 % від усіх тварин і рослин на планеті. Було підраховано, що в тропічних лісах може бути багато мільйонів видів рослин, комах і мікроорганізмів, досі невідомих науці. Тропічні ліси називають «перлиною Землі» і «великою світовою аптекою», тому що більше чверті природних ліків були виявлені саме там.
Підлісок в лісі погано розвинений в багатьох місцях через слабке проникнення сонячного світла до рівня землі. Це дозволяє легко просуватися через суцільний, зрілий ліс. Якщо намет лісу зруйнований або розріджений, земля в цих місцях швидко заростає суцільним покровом заплутаних лоз, чагарників і невеликих дерев. Такі зарослі і непрохідні ділянки тропічних вологих лісів називають джунглями.
Тваринний світ дощових лісів дуже різноманітний і включає: ссавців (примати, котячі та ін.), рептилій (змії, черепахи, хамелеони тощо), птахів (вангові і зозулеві) і безхребетних. Також дуже поширені гриби, що харчуються останками рослин і тварин, які розкладаються. Багато видів рослин і тварин швидко зникають через знеліснення, знищення місць проживання і забруднення атмосфери.

## Ресурсне значення
Тропічні дощові ліси є джерелом деревини, харчових, генетичних, медичних матеріалів, корисних копалин. Вони вдіграють дуже важливу роль регуляції регіональних [клімат]ів, оскільки забезпечують до 50 % колообігу води шляхом транспірації, що призводить до активного хмароутворення над поверхнею територією їх зростання і повернення її у вигляді опадів.
Тропічні ліси також відповідають за кругообіг близько 28 % кисню у світі. Часто процес кругообігу плутають із виробництвом кисню і тому дощові ліси також часто називають «легенями Землі». Проте це не зовсім вірно, оскільки тропічні ліси виробляють порівняно мало кисню, переважна більшість кисню виробляється ціанобактеріями у складі морського планктону. Подібно до всіх зрілих лісів дощовий ліс поглинає та виділяє приблизно однакову кількість кисню та вуглецю — виділений деревами кисень окислюється при гнитті листя й деревини, використовується для дихання тварин, що живуть у ньому і т. ін. Тропічні дощові ліси, у багатьох випадках, виділяють надлишок вуглекислого газу, який перевищує продукцію кисню. Проте дощові ліси відіграють головну роль у глобальному вуглецевому циклі як стійкі накопичувачі вуглецю, і знищення таких лісів приводить до збільшення вмісту вуглекислоти в атмосфері.

### Вплив на клімат
Природний ліс виділяє та поглинає величезну кількість вуглекислого газу. У глобальному довгостроковому масштабі, потоки вуглекислоти, що поглинається і виділяється, знаходяться приблизно в рівновазі, відтак незайманий тропічний ліс буде мати невеликий вплив на рівень атмосферного вуглекислого газу, хоча він, можливо, може впливати на інші кліматичні ефекти (наприклад, утворення хмар, кругообір водяної пари). Проте сьогодні не залишилося лісу, який можна вважати незайманим. Людське втручання в екосистеми лісів, а особливо знеліснення внаслідок діяльності людей, так само як і інших чинники, людські або природні, такі, як пожежі та посухи, які призводять до загибелі дерев, грає важливу роль у спричиненні вивільнення тропічними лісами вуглекислого газу. Деякі моделі клімату, що моделюють рослинний покрив, прогнозують великі втрати тропічних лісів Амазонки приблизно в 2050 році через посуху, загибель лісів з подальшим вивільненням ще більшої кількості вуглекислого газу.

## Тропічні дощові ліси

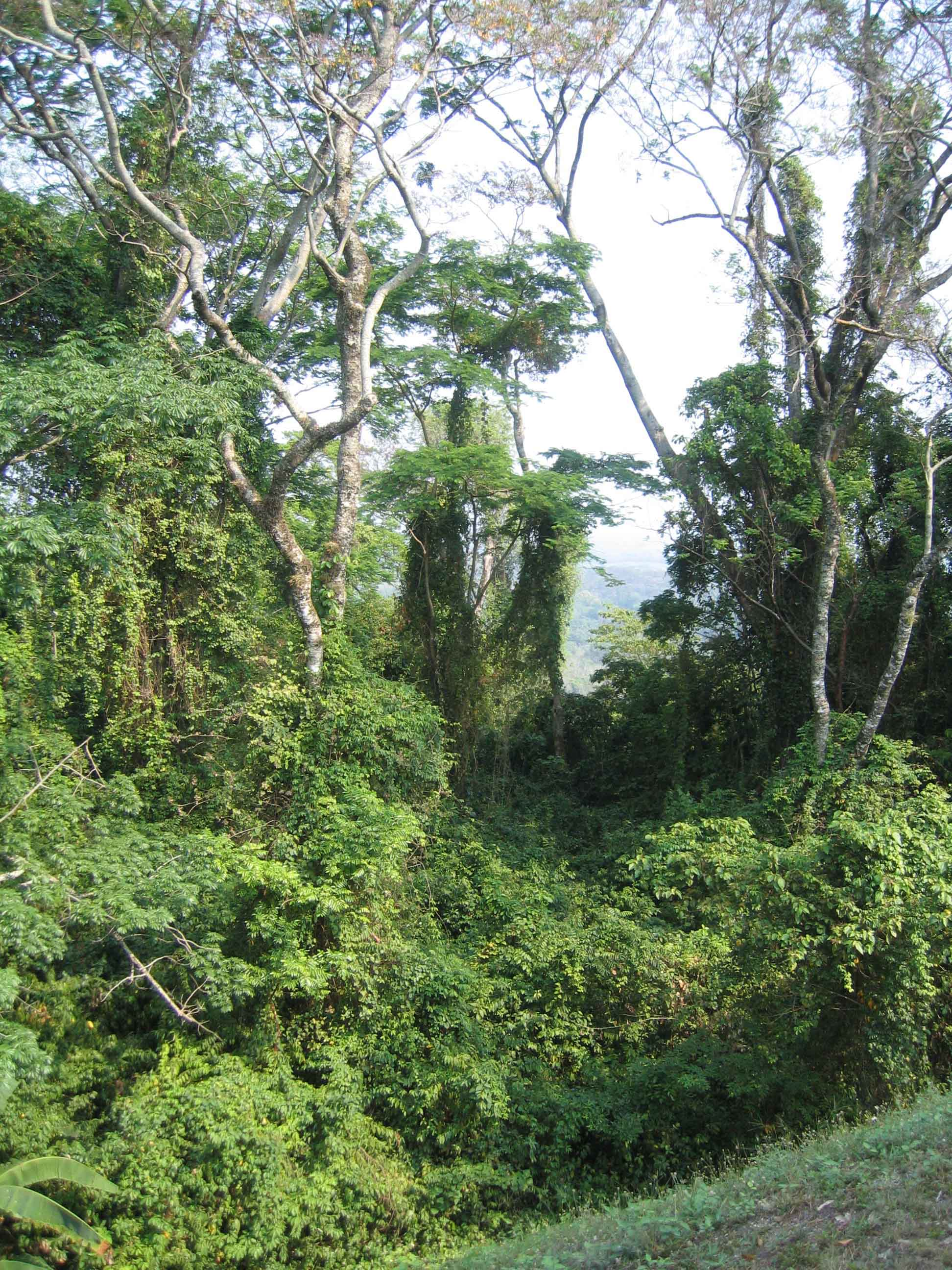
Тропічний дощовий ліс в штаті Чіапас, Мексика.

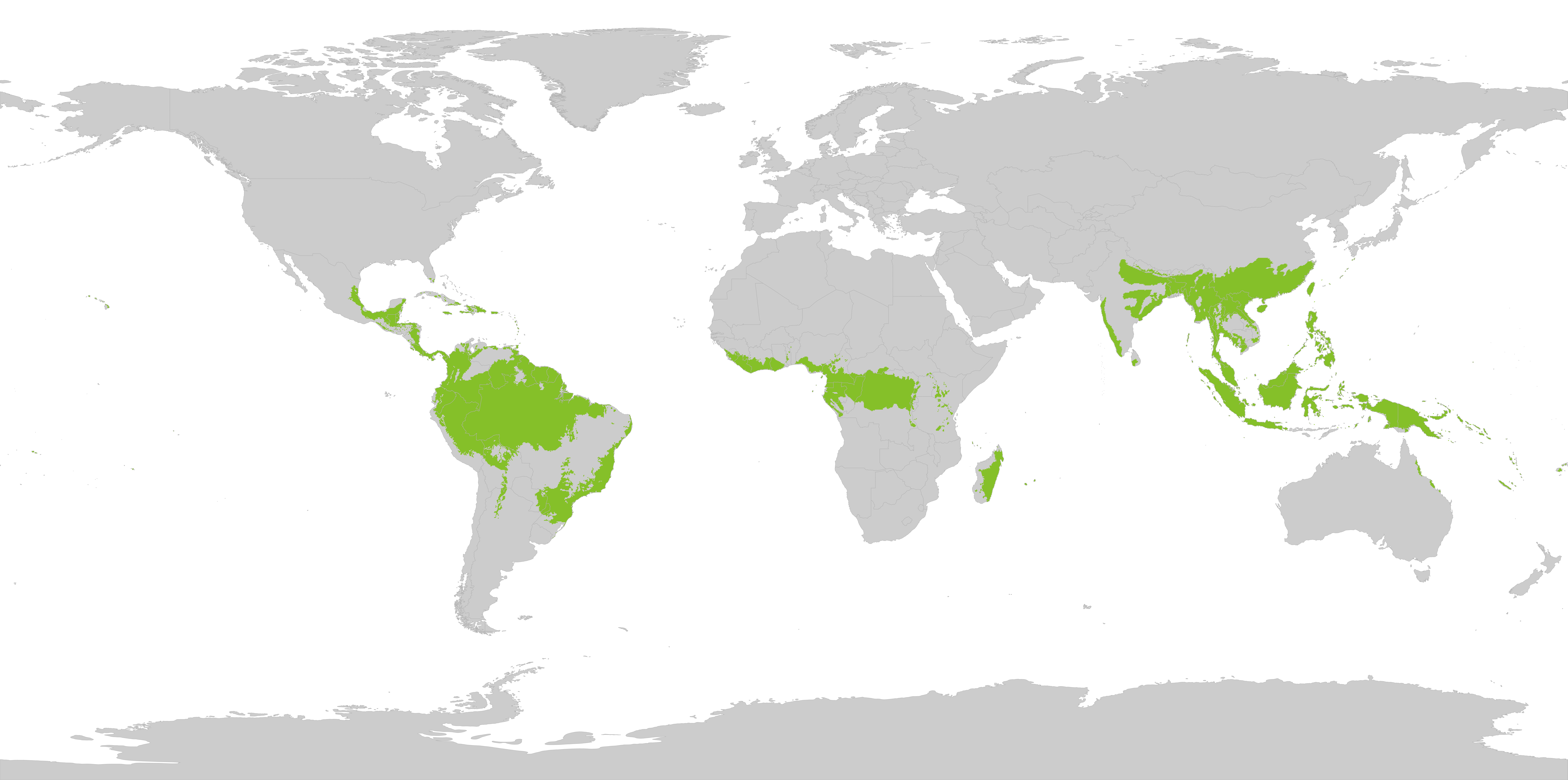
Поширення тропічних дощових лісів.

Тропічні ліси характеризуються двома словами: теплі і вологі. Середньомісячна температура перевищує 18 °C протягом всіх місяців року. Середньорічна кількість опадів становить не менше 168 см і може перевищувати 1 000 см, хоча зазвичай знаходиться в межах від 175 см до 200 см.
Більшість тропічних лісів у світі, пов'язані з розташуванням зони мусонів, також відомої як міжтропічна зона конвергенції. Тропічні ліси — дощові ліси в тропіках, що знаходяться в екваторіальній зоні (між тропіком Рака і тропіком Козерога).
Вологі тропічні ліси знаходяться в Південно-Східній Азії (від М'янми (Бірма) до Філіппін, в Малайзії, Індонезії, на Папуа Новій Гвінеї і північному сході Австралії), на Шрі-Ланці, в Африці на південь від Сахари від Камеруну до Конго (Дощові ліси Конго), у Південній Америці (наприклад, Амазонський дощовий ліс), в Центральній Америці (наприклад, Босавас, на півдні півострова Юкатан), і на багатьох островах Тихого океану (таких як Гаваї).
Особливості тропічних дощових лісів:
- Складна просторова структура екосистеми;
- Відсутність ярусу чагарників;
- Дуже високий рівень біорізноманіття;
- Швидке розкладення органічного відпаду;
- Низька потужність ґрунтового покриву — 5—10 см, переважна більшість вуглецю та азоту міситься у живій частині лісу[17];
- Концентрація оксидів заліза і алюмінію через процес латеризації (зменшення вмісту кремнезему та збільшення окислів заліза й алюмінію) ґрунти мають яскраво-червоний або рудий кольори[8].

## Мангрові ліси

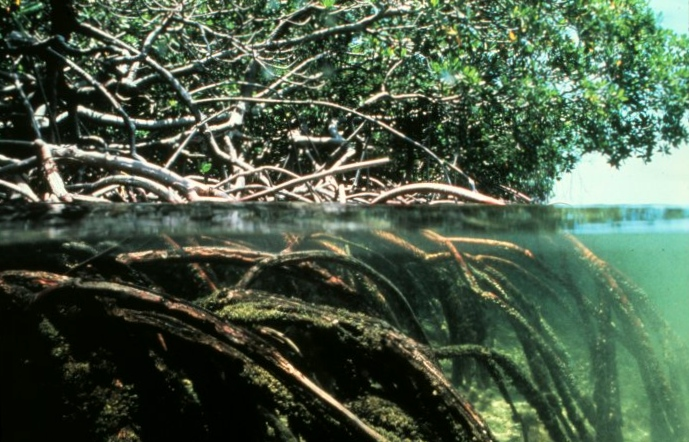
Вигляд краю мангрового лісу (над водою та під водою).

Детальніше дивіться у статті Мангровий ліс
Особливості тропічних мангрових лісів:
- Марґінальний ефект (ефект екотону) — заселення солоних та опріснених біотопів берегової лінії тропічних морів;
- Високий рівень біорізноманіття;
- Відсутність ярусу чагарників;
- Накопичення нерозкладених органічних решток;
- Утворення боліт.

## Дощові ліси помірної зони

Поширення помірних дощових лісів.

Для визначення дощових лісів помірного поясу використовують різні критерії. Так, у Північній Америці для означення помірних вологих лісів широко використовують таке означення: середньорічна кількість опадів повинна становити понад 1 400 мм на рік, середньорічна температура повинна бути між 4 °C та 12 °C.
Тим не менш, необхідна річна кількість опадів залежить від таких факторів, як розподіл опадів протягом року, температура протягом року і наявність туману, а відтак визначення в інших країнах значно відрізняються. Наприклад, австралійське визначення помірних дощових лісів радше еколого-структурне, а не кліматичне: лісовий намет закриває принаймні 70 % неба, ліс складається в основному з деревних порід, які не потребують пожеж для регенерації, натомість сіянці здатні рости в тіні і в природних прогалинах в полозі. Остання умова, наприклад, виключає частину помірних дощових лісів західної частини Північної Америки, оскільки для Псевдотсуги Мензіса, одного з його домінуючих видів дерев, для початку зростання нового покоління дерев потрібне знищення існуючого. Північноамериканське визначення, в свою чергу, виключає частину помірних дощових лісів в інших країнах.
Помірні ліси займають більшу частину земної кулі, але дощові ліси помірної зони зустрічаються лише в декількох регіонах світу. Помірні ліси є дощовими лісами в регіонах з помірним кліматом. Вони зустрічаються в Північній Америці (на Тихоокеанському Північному Заході, на узбережжі Британської Колумбії і в Скелястих Горах западині на схід від Принс-Джордж), в Європі (частина Британських островів, таких як прибережні райони Ірландії і Шотландії, на півдні Норвегії, частині Західних Балкан на Адріатичному узбережжі, а також на північному заході Іспанії та прибережних районах східної частини Чорного моря, у тому числі у Грузії та у прибережних районах Туреччини), у Східній Азії (в південній частині Китаю, Тайваню, на більшій частині Японії та Кореї, на острові Сахалін і прилеглому до нього Далекосхідному узбережжі Росії), в Південній Америці (південь Чилі), а також в Австралії та Новій Зеландії.
Особливості помірних дощових лісів:
- Наявність чітко виражених фенофаз;
- Значний рівень біорізноманіття;
- Наявність чагарникового ярусу;
- Повільний рівень розкладу відмерлої органіки;
- Значна потужність ґрунтового покриву — 50-150 см.

## Яруси
У тропічних дощових лісах, як правило, виділяють з 3-4 основних яруси (деревостан, намет лісу, підлісок, лісова підстилка), кожен з яких складається з різних рослин і які заселяють різні тварини, котрі пристосовані до життя в певних умовах.

### Деревостан
Деревостан містить невелику кількість дуже високих дерев, які виросли вище загального намету лісу і досягли висоти 45-55 м, хоча в окремих випадках деякі види досягають 70-80 м. На цей ярус часто сильний вплив чинять високі температури і сильні вітри. Тварини, що населяють даний ярус: орли, метелики, кажани та деякі види мавп.

### Намет лісу

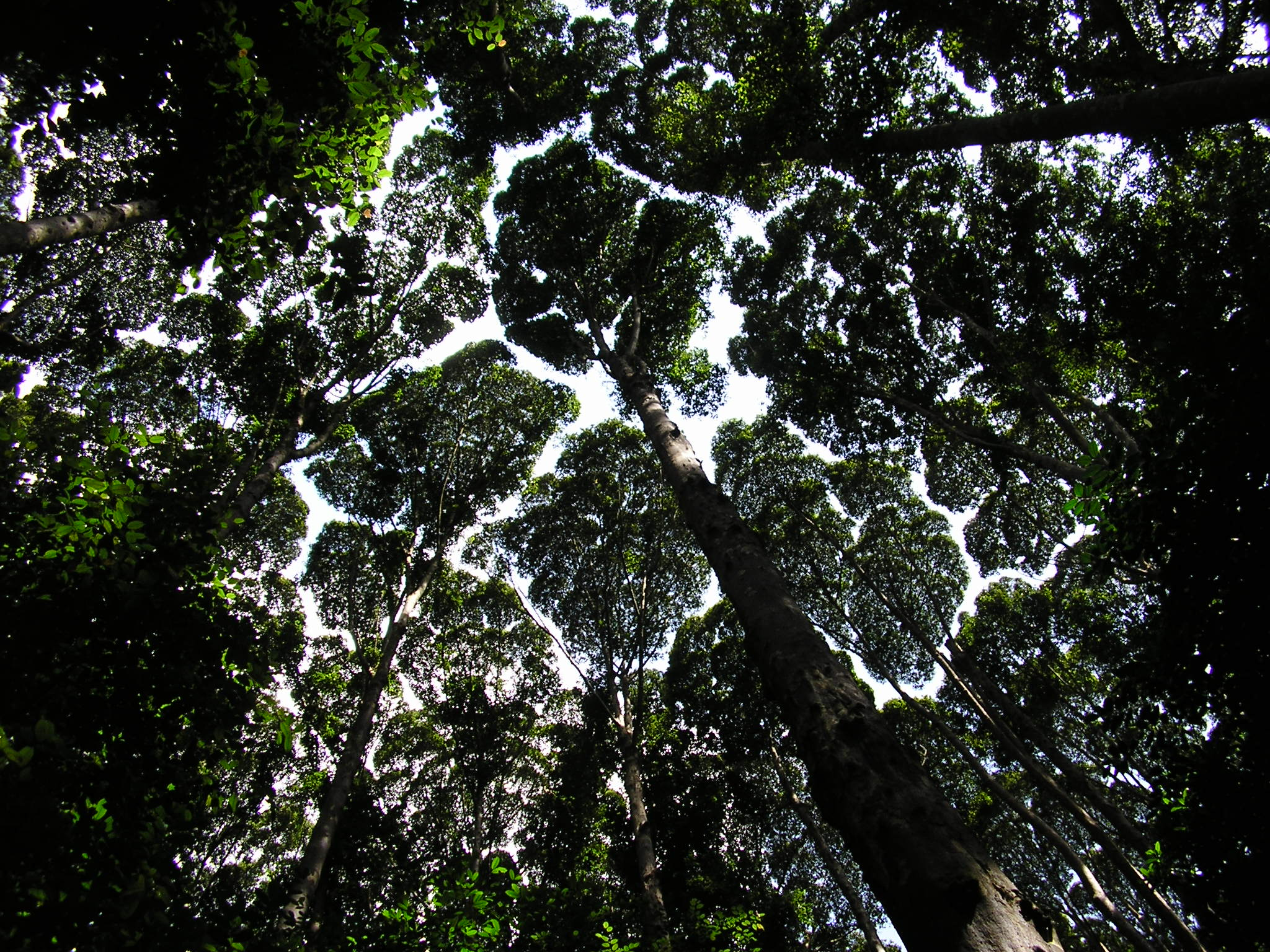
намет лісу поблизу Малайського інституту дослідження лісу.

Лісовий намет утворює більшість дерев тропічного дощового лісу, як правило, 30-45 м заввишки. Найбільше біорізноманіття на Землі знаходиться саме тут — у суцільному покриві з листя, утвореного суміжними верхівками дерев. Намет лісу, за деякими оцінками, є місцем проживання близько 50 % всіх існуючих видів рослин. Основна частина — епіфіти, що прикріплюються до стовбурів і гілок дерев, і отримують воду та мінеральні речовини від дощу і з органічних решток. Фауна за своїм складом близька до ярусу деревостою, але різноманітніша. Також передбачається, що в полозі дощового лісу мешкає чверть всіх видів комах.
Учені вже давно припускали, що намет лісу є місцем проживання значної кількості видів, але лише недавно були розроблені практичні методи вивчення. Ще в 1917 році натураліст Вільям Біб говорив: «ще один континент життя залишається незвіданим, але не на Землі, а за 200 футів над її поверхнею, поширюючись на тисячі квадратних миль». Повноцінні дослідження намету лісу почалися тільки в 1980-х роках, коли вчені розробили методи досягнення цього ярусу (наприклад, використання арбалетів для стрільби мотузками). Дослідження намету лісу все ще знаходяться в зародковому стані, але розробляються й інші методи вивчення: використання аеростатів і дирижаблів, будівництво кранів і спеціальних пішохідних доріжок, прокладених у кронах дерев. Наука, що займається доступом до верхівок дерев, називається дендронавтика (англ. Dendronautics).

### Підлісок
Ярус підліску знаходиться між наметом лісу та лісовою підстилкою. В цьому ярусі мешкає величезна кількість видів птахів, змій, ящірок, комах, а також хижаків (ягуари, удави і леопарди). Листя у дерев і чагарників цього ярусу набагато більших розмірів порівняно з деревами намету лісу. До підліску також відносяться молоді дерева, які згодом виростуть до рівня намету лісу. До ярусу підліску досягає лише 5 % від загальної кількості сонячних променів, одержуваних наметом лісу. Цей ярус іноді також називають ярусом чагарників, хоча в силу відсутності власне чагарників у деяких лісах, він може розглядатися і як окремий ярус. Так, ярус чагарників відсутній у тропічних дощових лісах і мангрових лісах, хоча підлісок, що складається з молодих дерев, присутній. У помірних дощових лісах присутні власне чагарники.

### Лісова підстилка
Лісова підстилка є найнижчим ярусом і отримує лише 2 % сонячного світла, тому на цьому ярусі можуть виростати тільки рослини, пристосовані до низької освітленості. Далеко від берегів річок, боліт і відкритих просторів, де росте густий підлісок, лісова підстилка відносно вільна від рослинності. Вона містить рослини, що гниють і останки тварин, які швидко розкладаються завдяки теплому, вологому клімату, який сприяє швидкому розкладанню. Цьому також сприяють багато форм грибів.

## Ґрунти
Незважаючи на бурхливу рослинність, якість ґрунту в тропічних дощових лісах часто є дуже низькою. Швидке гниття, викликане бактеріями, перешкоджає накопиченню гумусу. Через це потужність шару ґрунту в тропічних дощових лісах зазвичай не перевищує 5-10 см. Велика концентрація заліза і оксидів алюмінію через процес латеризації надає ґрунту яскраво-червоного кольору і іноді утворює родовища мінералів (наприклад, бокситів). У більшості дерев коріння розташовується поблизу поверхні, оскільки на глибині недостатньо поживних речовин і більшу частину мінеральних речовин дерева отримують з верхнього шару залишків листя і тварин, що розкладаються. На молодих утвореннях, особливо вулканічного походження, ґрунти можуть бути досить родючими. При відсутності дерев на оголених поверхнях ґрунту може накопичуватися дощова вода, створюючи розмив ґрунту і запускаючи процес ерозії.
У помірних дощових лісах, котрі ростуть у холоднішому кліматі, діяльність бактерій і грибів, що у тропічних широтах сприяють швидкому розкладанню органіки, є не такою інтенсивною, а відтак швидкість гниття та розкладання інших органічних решток є значно меншою. Через це ґрунти у зонах помірних вологих лісів мають змогу накопичувати гумус, а товщина ґрунтового покриву іноді може сягати 150 см.

## Знеліснення

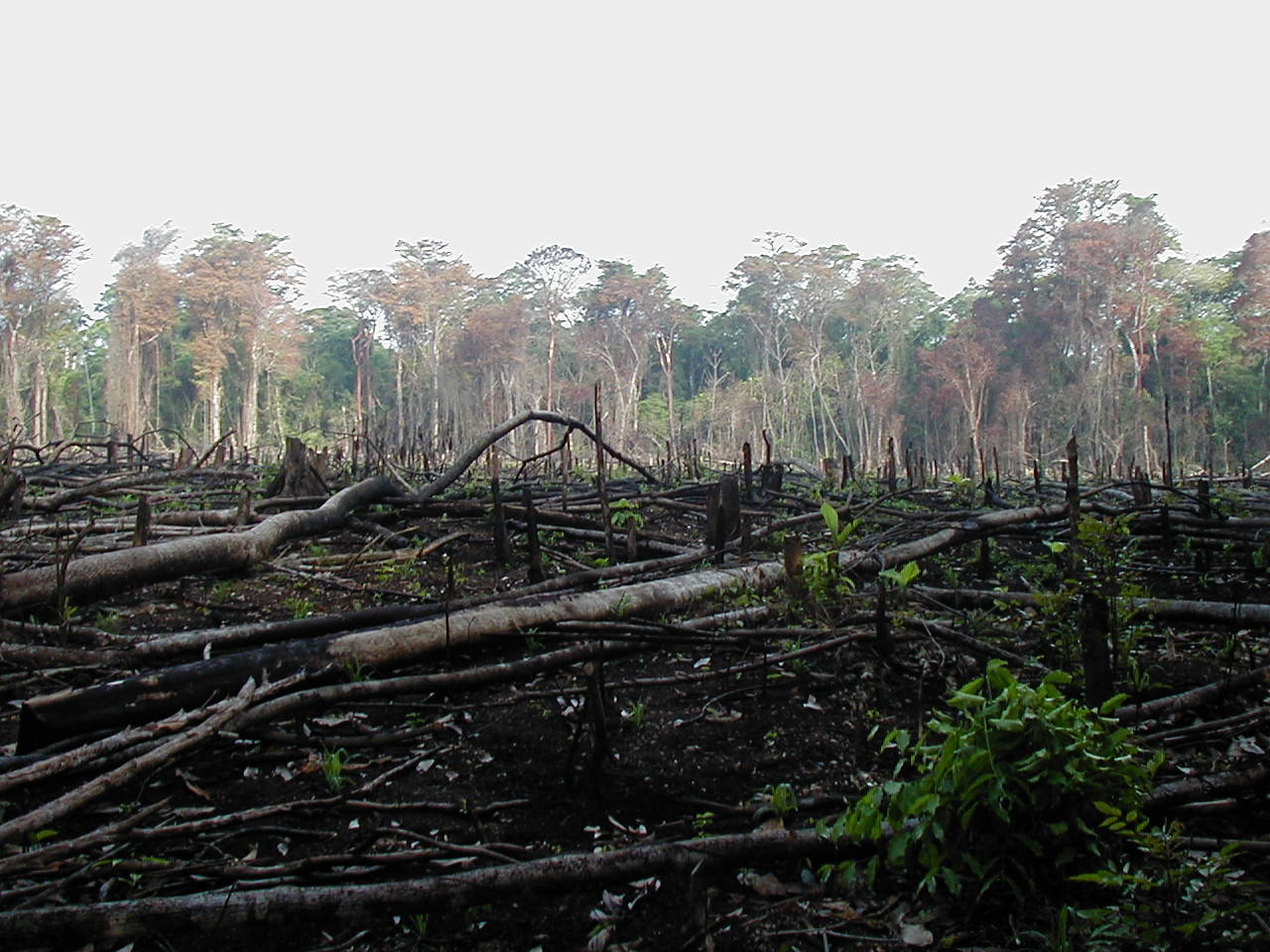
Залишки джунглів, випалених для сільськогосподарських потреб в південній Мексиці.

Тропічні та дощові ліси помірної зони піддавалися значним вирубкам та розчищенням протягом 20-го століття, з метою сільськогосподарського використання цих земель, і площа, вкрита лісами, в усьому світі продовжує скорочуватися. Біологи встановили, що велика кількість видів в даний час потрапляють на межу вимирання (можливо, більше ніж 50 000 на рік; в такому разі, каже Едвард Вілсон з Гарвардського університету, чверть або навіть більше всіх видів на Землі можуть бути знищені протягом найближчих 50 років) внаслідок зникнення їх природного середовища проживання разом зі знищенням тропічних лісів.
Іншою причиною зникнення дощових лісів є розширення міських територій. Прибережні дощові ліси, що ростуть уздовж прибережних районів східної Австралії в даний час стають дедалі рідшими через стрічкову забудову для задоволення попиту на прибережний спосіб життя.
Ліси знищуються швидкими темпами. Майже 90 % тропічних дощових лісів Західної Африки було знищено. З часу приходу людей 2 000 років тому, Мадагаскар втратив дві третини своїх первісних дощових лісів. При нинішніх темпах вирубки, тропічні дощові ліси в Індонезії зникнуть за 10 років, а в Папуа Новій Гвінеї — за 13 - 16 років.
Ряд країн, зокрема Бразилія, оголосили своє знеліснення національною катастрофою. Знеліснення в Амазонії, за офіційними даними уряду, в 2008 році зросло на 69 % порівняно з 2007 роком. До 2030 року вирубка лісів може знищити або серйозно пошкодити близько 60 % тропічних дощових лісів Амазонки, говориться в доповіді Всесвітнього фонду природи.
Тим не менш, 30 січня 2009 в «Нью-Йорк Таймс» вийшла стаття, в якій заявлялося: «За деякими оцінками, на кожен акр вирубаного за рік тропічного лісу припадає більше 50 акрів нових лісів, що ростуть у тропіках …» Нові ліси включають вторинний ліс, що росте на колишніх сільськогосподарських угіддях.

## Цитована література
1. ↑  (англ.)Rainforests.net - Variables and Math. Архів оригіналу за 2 лютого 2013. Процитовано 4 січня 2009.
2. ↑  (англ.)Rainforest Facts [Архівовано 28 травня 2014 у Wayback Machine.]
3. ↑  (англ.)Rainforests at Animal Center [Архівовано 8 липня 2012 у Wayback Machine.]
4. ↑  (англ.)Impact of Deforestation—Extinction [Архівовано 25 вересня 2017 у Wayback Machine.]
5. ↑  (англ.)Killer Inhabitants of the Rainforests [Архівовано 22 січня 2011 у Wayback Machine.]
6. ↑  (англ.)Broeker, W.S. (2006). Et tu, O2?. Breathing easy. Columbia University. Архів оригіналу за 6 жовтня 2006. Процитовано 9 листопада 2006.
7. ↑  Pregitzer, K. and Uskirchen, S. (2004) Carbon cycling and storage in world forests: biome patterns related to forest age. Global Change Biology 10: 1–26
8. 1 2  (укр.)Ірина Боднарук (21 січня 2008). Тропічні ліси спричинюють парниковий ефект?. Станіславівський Натураліст. Архів оригіналу за 22 серпня 2011. Процитовано 6 грудня 2008.
9. ↑  (англ.) Grida.no [Архівовано 4 серпня 2009 у Wayback Machine.]
10. ↑  (англ.) Lewis, S.L., Phillips, O.L., Baker, T.R., Lloyd, J. et al. 2004 «Concerted changes in tropical forest structure and dynamics: evidence from 50 South American long-term plots» Phil. Trans. R. Soc. Lond. 359
11. ↑  (англ.) Drought may turn forests into carbon producers. The Age. Melbourne. 6 березня 2004. Архів оригіналу за 12 лютого 2011. Процитовано 21 березня 2012.
12. ↑  (англ.) Malhi, Y and Grace, J. 2000 « Tropical forests and atmospheric carbon dioxide», Tree 15
13. ↑  doi:10.1007/s00704-004-0049-4
Нема шаблону {{Cite doi/10.1007/s00704-004-0049-4}}.заповнити вручну
14. ↑  (англ.)Susan Woodward. Tropical broadleaf Evergreen Forest: The rainforest. [Архівовано 25 лютого 2008 у Wayback Machine.] Retrieved on 2008-03-14.
15. ↑  (англ.) Newman, Arnold. The Tropical Rainforest: A World Survey of Our Most Valuable Endangered Habitat: With a Blueprint for Its Survival. New York: Checkmark, 2002. Print.
16. ↑  (англ.)Hobgood (2008). Global Pattern of Surface Pressure and Wind. [Архівовано 18 березня 2009 у Wayback Machine.] Ohio State University. Retrieved on 2009-03-08.
17. ↑  Андрій М. Заморока (1 лютого 2009). Чи можливе відновлення дощових тропічних лісів?. Станіславівський Натураліст. Архів оригіналу за 24 серпня 2011. Процитовано 2 лютого 2009. (укр.)
18. ↑  (англ.)A Review of Past and Current Research. Ecotrust. Архів оригіналу за 2 лютого 2013. Процитовано 23 жовтня 2008.
19. ↑  (англ.) Alaback, P.B. 1991: Comparative ecology of temperate rainforests of the Americas along analogous climatic gradients. Rev. Chil. Hist. Nat. 64: 399—412.
20. ↑  Pseudotsuga menziesii var. menziesii. USDA Forest Service. Архів оригіналу за 24 вересня 2008. Процитовано 23 жовтня 2008.
21. ↑  (англ.)Bourgeron, Patrick S. Spatial Aspects of Vegetation Structure. У Frank B. Golley (ред.). Tropical Rain Forest Ecosystems. Structure and Function. Ecosystems of the World (вид. 14A). Elsevier Scientific. с. 29—47. ISBN 0-444-41986-1.
22. ↑  (англ.)Sabah. Eastern Native Tree Society. Архів оригіналу за 28 лютого 2008. Процитовано 14 листопада 2007.
23. ↑  (англ.) Dendronautics — Introduction [Архівовано 14 червня 2006 у Wayback Machine.]
24. ↑  (англ.) Entire rainforests set to disappear in next decade [Архівовано 4 грудня 2008 у Wayback Machine.], The Independent
25. ↑  (англ.) Talks Seek to Prevent Huge Loss of Species, New York Times
26. ↑  (англ.) Littoral Rainforest-Why is it threatened? [Архівовано 21 червня 2009 у Wayback Machine.]
27. ↑  (англ.) Thomas Marent: Out of the woods [Архівовано 24 травня 2012 у Archive.is], The Independent
28. ↑  (англ.) Brazil: Amazon Forest Destruction Rate Has Tripled [Архівовано 25 травня 2013 у Wayback Machine.], Fox News Channel, September 29, 2008
29. ↑  (англ.) Papua New Guinea's rainforests disappearing faster than thought [Архівовано 8 червня 2008 у Wayback Machine.]
30. ↑  (англ.) Rainforests & Agriculture  [Архівовано 30 вересня 2012 у Wayback Machine.]
31. ↑  (англ.) Science: Satellite monitors Madagascar's shrinking rainforest, 19 May 1990, New Scientist [Архівовано 14 січня 2012 у Wayback Machine.]
32. ↑  (англ.) China is black hole of Asia's deforestation [Архівовано 23 листопада 2018 у Wayback Machine.], AsiaNews.it, 24 March 2008
33. ↑  (англ.) Amazon deforestation rises sharply in 2007 [Архівовано 19 березня 2009 у Wayback Machine.], Usatoday.com, January 24, 2008
34. ↑  (англ.) Vidal, John (20 травня 2005). Rainforest loss shocks Brazil. guardian.co.uk. London. Архів оригіналу за 25 березня 2010. Процитовано 7 липня 2010.
35. ↑  (англ.) Brazil: Amazon deforestation worsens [Архівовано 26 січня 2011 у Wayback Machine.], Msnbc.com, August 30, 2008
36. ↑  Benjamin, Alison (6 грудня 2007). More than half of Amazon will be lost by 2030, report warns. guardian.co.uk. London. Архів оригіналу за 30 травня 2009. Процитовано 7 липня 2010.
37. ↑  (англ.) New Jungles Prompt a Debate on Rain Forests [Архівовано 2 грудня 2011 у Wayback Machine.], The New York Times, January 30, 2009